# Sénakhtenamon
Sénakhtenamon, dont le nom signifie Amon le rend fort, est le 20e fils de Ramsès II.
Ce prince a vraisemblablement été nommé administrateur et gouverneur d'une province près du delta du Nil.
Il a dû résider à Memphis, tel qu'indiqué par une plaque votive appartenant à son domestique Amenmosé.